# Халат лабораторний

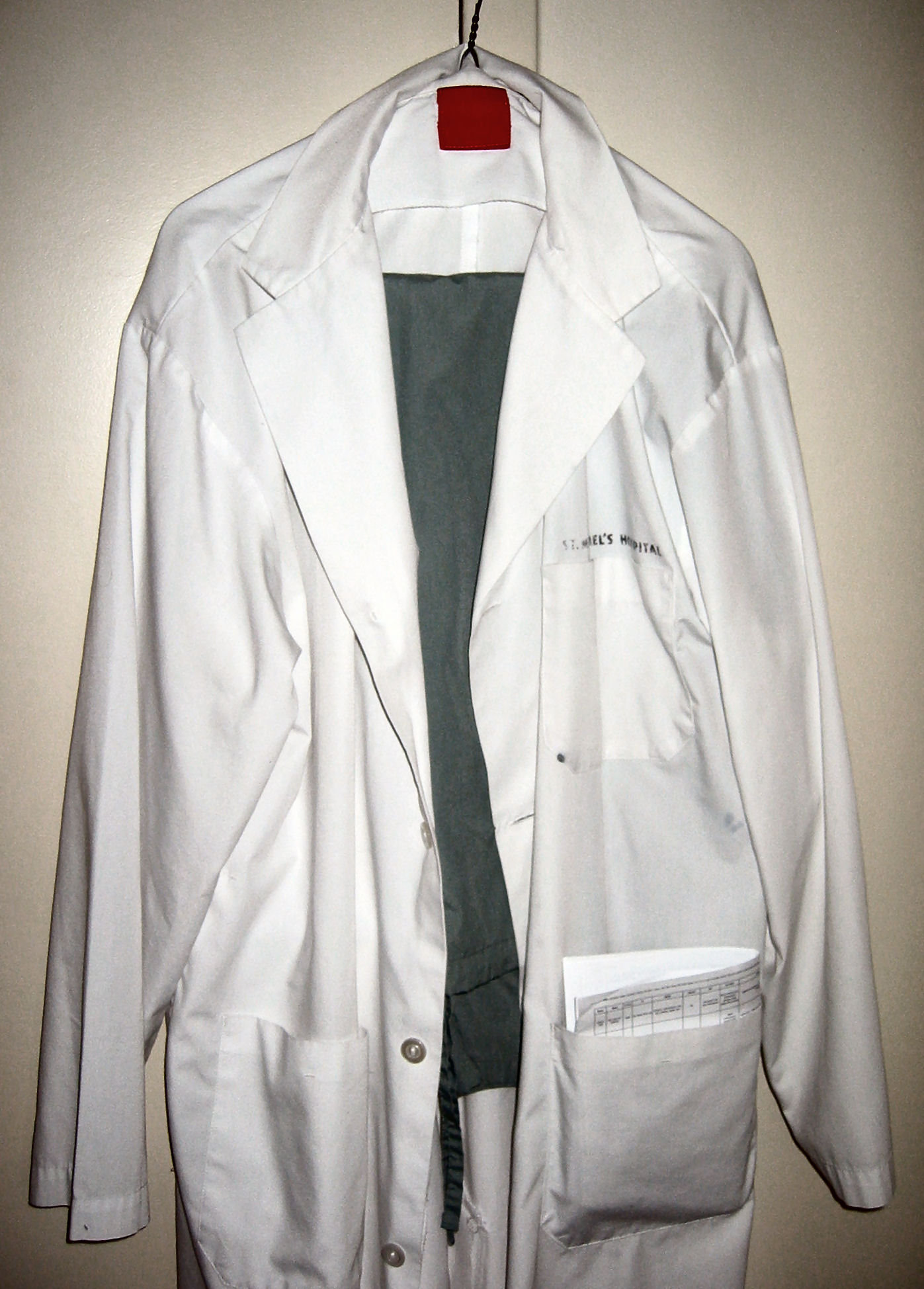
Лабораторний халат

Халат лабораторний — робочий (верхній) довгополий одяг, як правило білого, або іншого світлого кольору, який застібається зверху до низу, зазвичай виготовлений з бавовняної або змішаної бавовняно-поліефірної тканини. Існують також короткополі варіанти, що використовуються у медичній галузі.

## Використання
Білі халати є робочим одягом, що використовуються у хімічних, біологічних чи медичних лабораторіях з метою захисту або для презентативних цілей. Вони слугують для захисту одягу та частин тіла від небезпечних речовин. Світлий колір халата має перевагу над темним у тому, що у випадку ураження на білому фоні чітко видно вражену ділянку. Матеріалом лабораторного халату як правило слугує бавовна, оскільки при дії високих температур не плавиться і не прилипає до тіла, що у випадку штучного волокна може привести до важких опіків. При пошитті лабораторного халату віддають перевагу застібці кнопками, оскільки у разі небезпеки (вилив кислоти, горіння і т. ін.), халат можна швидше зняти з тіла.
Поряд із захисною функцією лабораторного халата, його використовують також і його презентативну функцію, як уніформу. Часто білий халат є символом чистоти та порядності.